# Trigonopterus microreticulatus
Trigonopterus microreticulatus – gatunek chrząszcza z rodziny ryjkowcowatych i podrodziny krytoryjków.
Gatunek ten opisany został po raz pierwszy w 2022 roku przez Alexandra Riedela, Filipa Trnkę i Rodzaya bin Hajiego Abdula Wahaba na łamach „ZooKeys”. Jako miejsce typowe wskazano południowe okolice Miri w Parku Narodowym Mulu w malezyjskim stanie Sarawak. Epitet gatunkowy oznacza po łacinie „mikrosiateczkowany”.
Chrząszcz o ciele długości od 2 do 2,6 mm, wysklepionym, w zarysie prawie okrągłym z przewężeniem między przedpleczem a pokrywami, ubarwionym niemal czarno z jasnordzawymi czułkami oraz ciemnordzawymi odnóżami i pokrywami. Ryjek zaopatrzony jest w listewkę środkową i parę listewek przyśrodkowych. Epistom zaopatrzony jest w prawie kanciastą listewkę. Przedplecze jest gęsto i grubo punktowane oraz mikrosiateczkowane. Pokrywy mają rzędy z punktami i płaskie, wyraźnie mikrosiateczkowane międzyrzędy; w rzędzie ósmym na barkach leżą trzy duże punkty i cztery małe. Wszystkie uda mają niezmodyfikowane listewki przednio-brzuszne. Tylna para odnóży ma na udach ząbkowaną listewkę grzbietowo-tylną  oraz przedwierzchołkową łatkę strydulacyjną. Golenie mają przed nasadami ostro ząbkowane krawędzie grzbietowe. Genitalia samca mają prącie o prawie równoległych bokach oraz zaokrąglonym i skąpo oszczecinionym wierzchołku, skomplikowany aparat przenoszący oraz przewód wytryskowy bez bulbusa.
Owad orientalny, endemiczny dla Borneo, znany z malezyjskiego stanu Sarawak oraz brunejskiego dystryktu Temburong.